# Boehringer Ingelheim

Företagets logotyp.

Boehringer Ingelheim är ett privatägt tyskt läkemedelsföretag, grundat 1885 av Albert Boehringer (1861–1939). Företaget är en av världens ledande läkemedelskoncerner, och kontrolleras fortfarande av grundarfamiljen. I Sverige finns dotterbolaget Boehringer Ingelheim AB.
Företagets huvudkontor ligger i Ingelheim am Rhein.